# Проценко Володимир Миколайович
Володи́мир Миколайович Проценко (літературний псевдонім Володимир Чорномор), (нар. 26 січня 1954, с. Запоріжжя, Чернігівська область) — український поет, прозаїк, публіцист, краєзнавець, громадський і політичний діяч.
Член Національної Спілки письменників України.
Заслужений діяч мистецтв України.

## Біографія
Народився 26 січня 1954 року в селі Запоріжжя Бобровицького району Чернігівської області.
Навчався у Маріупольській середній школі № 17, Середівській середній школі та Згурівській школі-інтернаті для сиріт.
Пращур по батьковій лінії, Омелян Проценко, за родинним переказом, був прилуцьким полковником в часи визвольної боротьби українського народу під проводом Богдана Хмельницького, а його син Дмитро — військовим товаришем Ніжинського полку. Прадід по материнській лінії Запорожець Сак Якович своїм прізвищем увічнив назву села, в якому народився Володимир.
Вищу освіту здобув в 1997 році на факультеті правознавства Харківського юридичного інституту (нині Юридична академія України імені Ярослава Мудрого), середню-спеціальну в 1972 році в Ірпінському сільськогосподарському технікумі бухгалтерського обліку та мистецьку освіту в Заочному народному універститеті мистецтв. Композитор Скороход Костянтин Павлович, що з 1971 року був художнім керівником студентського ансамблю і хору Ірпінського технікуму, відкрив перспективу зрілої творчості і знайомства з видатними представниками літератури і мистецтва. Його наставниками в початковій творчості стали поет-пісняр Олекса Новицький і композитор Олександр Білаш.
З 1974 по 2000 рік на службі в органах внутрішніх справ. Ветеран МВС.
За сумісництвом вчителював у Тарасівській загальноосвітній школі I—III ступенів Києво-Святошинського району. Обирався депутатом Києво-Святошинської районної ради та Тарасівської сільської ради.
Засновник Києво-Святошинської організації Спілки офіцерів України та Севастопольсько-Чорноморського Коша Міжнародної Асоціації «Козацтво». Проживав у Маріуполі, Середівці, Згурівці, Боярці, Тарасівці та Білій Церкві, а з березня 2014 року в с. Юрівка Фастівського району Київської області. З 2003 року голова Севастопольського міського об'єднання Всеукраїнського товариства «Просвіта» ім. Тараса Шевченка, член Головної Ради ВУТ «Просвіта» ім. Т.Шевченка, а з 2007 року обраний головою Севастопольської міської організації партії Конгрес Українських Націоналістів та кооптований до Головного Проводу КУН.
З 2009 року член Кримської організації Спілки письменників України. Друкується під літературним псевдонімом Володимир Чорномор. Головний редактор газети «Дзвін Севастополя».
Після анексії Криму та Севастополя ФСБ РФ зійснили обшуки в приміщенні «Просвіти», керівнику Володимиру Проценку влаштували допити, назвали «одним з активних ідеологів українського сепаратизму», після погроз арештом він тимчасово переїхав до Києва.

## Творчість
Опублікував понад 40 творчих праць. Співпрацює з композиторами Вясиславом Дьоміним, Тетяною Великодворською, Дмитром Красюком, Юрієм Терещенко, з якими створив більше 30 ліричних пісень. Сам пише музику і виконує свої пісні.
Літературний критик Світлана Дорошенко видала книгу «Творчість Володимира Чорномора» (2013).https://archive.today/20130704042900/http://www.chornomor.krrn.org/

## Відеокліпи
- http://www.pisni.org.ua/nrb/songsfiles/2306394.html [Архівовано 16 вересня 2017 у Wayback Machine.]
- http://www.pisni.org.ua/nrb/songsfiles/9306384.html [Архівовано 10 жовтня 2016 у Wayback Machine.]
- https://www.youtube.com/watch?v=DqpbKwpNNYk
- http://www.youtube.com/watch?v=zxexF7c1bDA [Архівовано 24 травня 2014 у Wayback Machine.]
- http://www.youtube.com/watch?v=B5911KcGD0A [Архівовано 23 травня 2014 у Wayback Machine.]

## Аудіозаписи
- http://muzofon.com/search/вишневий%20сон
- http://www.pisni.org.ua/nrb/songsfiles/9330085.html [Архівовано 10 жовтня 2016 у Wayback Machine.]
- http://mp3vega.com/?text=%C2.+%CF%F0%EE%F6%E5%ED%EA%EE [Архівовано 5 березня 2016 у Wayback Machine.]

## Авторські видання та публікації
Електронна бібліотека автора: http://chtyvo.org.ua/authors/Protsenko_Volodymyr/ [Архівовано 18 жовтня 2016 у Wayback Machine.]
- збірка поезій «Ой, не тужи», вид. СТ «ПРОСВІТА», Сев., 1988 р., ISBN 966-7639-09-6;
- збірка поезій «Подих вічності», вид. СТ «ПРОСВІТА», Сев., 2001 р., ISBN 966-7639-05-3;
- підбірка віршів «Тарасе встань!», газета «Дзвін Севастополя» № 62, березень 2001 р.;
- збірка віршів «Енергія Землі», вид. СТ «ПРОСВІТА», Сев., 2003 р., ISBN 966-7639-05-3;
- текст відеокліпу «Енергія землі», ТРК «Бриз», Сев., трансляція з 18 березня 2003 року.;
- підбірка поезій «На крила», газета «Літературний Крим» № 100-101, 16 січня 2004 р.;
- текст відеокліпу «Від Різдва до Водохреща», ТРК «Бриз», Сев., трансляція з 21 січня 2004 р.;
- підбірка віршів «Революції вир», газета «Дзвін Севастополя», № 108, грудень 2004 р.;
- переклади Германа Моріса з німецької та Тамари Дяченко з російської, газета «Дзвін Севастополя», № 105, вересень 2004 р.;
- стаття «За волю співають незрячі, бо зрячі ту волю не бачать…», Газета «Севастопольські вісті», № 655, 19 лютого 2005 р.;
- нариси «Тенета Кримської війни» вид. СТ «ПРОСВІТА», Сев., 2005 р., ISBN 966-7639-08-8;
- стаття «Щоб тута жити, треба мати крила», газ. «Севастопольські вісті» № 700, 6.08.2005 р;
- оповідання «Хто там за порогом», газета «Дзвін Севастополя»№ 10-12, 2006 р.;
- поема «Воля» газета «Дзвін Севастополя»№ 10-12, 2006 р.;
- збірка поезій «Кохання — вічний двигун життя», замовлення Севастопольської МДА, Київ, 2006;
- поезії, поеми «Козацька рада», вид. СТ «ПРОСВІТА», Сев., 2007 р, ISBN 966-7639-07-3;
- стаття «Відроджене рідне слово»", газета «Дзвін Севастополя, 2007 р. № 4-6:
- пісенник „Севастополю“, вид. СТ „ПРОСВІТА“, Севастополь, 2007 р, ISBN 966-7639-07-Х;
- текст відеокліпу „Українські вечори“, ТРК „Бриз“, співає Барткова Тетяна Олександрівна;
- стаття „Плин чорноморської хвилі“, газета „Слово Просвіти“, 2008 р. № 30(459;
- стаття „Честь держави не продається“», газета «Дзвін Севастополя, 2008 р. № 7-9;
- збірка „Сповідь чорноморського птаха“, вид. СТ „ПРОСВІТА“, Сев.2008 р.ISBN 966-7639-03-9;
- текст відеокліпу „Севастополь — капітан“, співає Олена Юрчук Сев. „НК“ транслюється з квітня 2008 року;
- оповідання „Слава“, газета „Дзвін Севастополя“, № 10-12, березень 2008 р.;
- нариси „Таємниці Георгіївського монастиря“, вид. СТ „ПРОСВІТА“, Сев.2008.ISBN 966-7639-03-8;
- повість „Азаровщина“ газета „Дзвін Севастополя“ № 134-150, 2007—2007 р.р.;
- підбірка 10-ти публіцистичних статей „Листи з Севастополя“, газета „Слово Просвіти“, 2007 р. № 23,24,26,29,39,40,44, 2008 р № 20, 26,37;
- стаття „Їхня доля, це доля України“», газета «Слово Просвіти», 2007 р. № 43;
- стаття «Народження української хвилі у Севастополі»", газета «Слово Просвіти», 2008 р. № 21;
- повість «Повстанчий Крим» ДП "Видавництво «Таврія», Сімф.2009, ISBN 978-966-435-231-1;
- повість «Азаровщина» ДП "Видавництво «Таврія», Сімферополь, 2009, ISBN 978-966-435-274-8;
- збірник «Слова лелечі для малечі», вид. СТ «ПРОСВІТА», Сев.2010р, ISBN 966-7639-08-8;
- поезії, поеми «Крила любові», вид. СТ «ПРОСВІТА», Севастополь, 2011р, ISBN 966-7639-08-3;
- історичні нариси «Віта Поштова» вид. СТ «ПРОСВІТА», Севастополь, 2011р, ISBN 966-7639-08-1;
- вірші «Палата-306» видавнича філія СТ «ПРОСВІТА», Севастополь, 2011р, ISBN 966-7639-09-7;
- повість «Відлуння козацької генези» вид. СМО «ПРОСВІТА», Сев.2011р, ISBN 978-966-97292-0-0;
- поезії «Севастопольські мелодії» вид. СМО «ПРОСВІТА», Сев.2011р, ISBN 978-966-97292-5-5;
- дослідження «Леся Українка в сонячних купелях Балаклави» « вид. СМО „ПРОСВІТА“, Сев.2011р, ISBN 978-966-97292-6-2;
- дослідження „Циклон більшовицького терору у Севастополі“» вид. СМО «ПРОСВІТА», Сев.2011р, ISBN 978-966-97292-6-2(1);
- стаття «Третього шансу не буде», газета «Народне Слово» http://slovo-unp.com/index.php?subaction=showfull&id=1351194195&archive=1352378384&start_from=&ucat=8&i=archive [Архівовано 4 березня 2016 у Wayback Machine.]
- повість «Відлуння Козацької Генези» презентована Літературний Крим № 1-2013 стор.8 https://web.archive.org/web/20131219171141/http://ru.nspu-crimea.com.ua/wp-content/uploads/2012/10/ЛИТКР1_2013совм.pdf
- текст відеокліпу «Море Чорне» співає Олена Юрчук Сев. «НК» транслюється з травня 2013 року;
- збірка поезій «Севастопольські мелодії» презентована в Літературний Крим № 10 -2013 стор.15 http://ru.nspu-chrimea.com.ua/wp-content/uploads/2012/10/ЛИТКР10_2013.pdf%5Bнедоступне+посилання+з+липня+2019%5D
- оповідання Летюча фортеця Кримни. Журнал Крим стор.218 https://web.archive.org/web/20131219163231/http://ru.nspu-crimea.com.ua/wp-content/uploads/2012/10/Крым-3.pdf
- стаття «Вітання з окупованого Севастополя» газета «Нація і держава» стор.2 http://cun.org.ua/nid/538--13--03--2014--11.pdf [Архівовано 15 березня 2014 у Wayback Machine.]

## Співавторські твори
- збірка віршів «Літературний Севастополь», вид. НВЦ «ЕКОСІ-Гідрофізика», Севастополь, 2000;
- збірка віршів і пісень «Свидетельскиє показания». Вид. літераторів Криму, Сімферополь, 2003;
- Вірш «Пом'яті кобзаря Євгена Адамцевича», газ. «Кримська світлиця» № 940 від 11.05.2003;
- історичні нариси «Древні витоки села Тарасівки», видавництво «Рибест», Севастополь, 2005 р.;
- збірка пісень «Пісня над морем», видавництво СТ «ПРОСВІТА», Севастополь, 2005 р.;
- збірка віршів «Літературний Севастополь» № 2, вид. СВМІ ім. П. С. Нахімова, Севастополь, 2006;
- поетична збірка «Ода рідному краю» вид. Соломії Павличко «Основи», 2006.–"Моя Богуславщино" та інші.
- аттологія КООНСПУ «Літературні джерела Київщини», вид. ТОВ «Видавництво Ліра-К», Київ, 2021.

## Переклади
- Аве Марія (слова Дж. Качіні, музика Франца Пе́тера Шу́берта) http://www.pisni.org.ua/songs/7289941.html [Архівовано 13 березня 2016 у Wayback Machine.]

Презентував на телебаченні і радіо збірки поезій та прози: «Ой, не тужи», «Подих вічності», «Енергія землі», «Козацька Рада», «Кохання — вічний двигун життя», «Сповідь чорноморського птаха», «Слова лелечі для малечі», повісті «Повстанчий Крим», «Відлуння козацької генези», збірники пісень «Севастополю», «Пісня над Морем», Перу Володимира належать ряд праць про Т. Шевченка, І. Франка, Л. Українку та севастопольських письменників Дмитра Вітюка і Валька Кравченка. Досліджує період національно-визвольних змагань 1941—1945 років в Криму. Лауреат літературних премій «Золоте перо України» Міністерства культури і туризму України та імені Ярослава Окуневського громадського комітету Військово-Морських Сил України.

## Нагороди, премії та звання
Нагороджений 26-ма державними та відомчими орденами і медалями. Серед них:
- Заслужений діяч мистецтв України, Указ Президента України № 420 від 05.06.2009 р.
- Орден Святого Рівноапостольного князя Володимира Великого ІІІ ст. УПЦ КП (2010). Указ Патріарха № 2593 від 10.09.2010 р.
- Орден Покрови Пресвятої Богородиці № 008
- Медаль «У пам'ять 1500-річчя Києва» (1982).
- Медаль «За вагомий внесок у розвиток української літератури і драматургії» № 022
- Медаль «За сприяння Збройним Силам України» Наказ МО № 455-2008 р.
- Медаль «Будівничий України» Всеукраїнського товариства «Просвіта» ім. Т. Шевченка (2007). № 402
- Медаль «Ветеран МВС України»,
- Пам'ятний знак «За заслуги перед ВМС України»,
- Медаль НСПУ «Почесна відзнака»,
- Золота Зірка «Герой Козацтва України» № 017 та інші.

Літературні
- 2006 — Лауреат мистецької премії «Золоте перо України» за збірку поезій «Кохання — вічний двигун життя»;
- 2007 — Літературно-мистецька премія ВМС України імені адмірала Ярослава Окуневського за збірку поезій «Козацька Рада»;
- 2013 — Літературна премія імені Степана Руданського в номінації «Поезія» за збірку «Севастопольські мелодії». http://svitlytsia.crimea.ua/?section=article&artID=12798 [Архівовано 22 лютого 2014 у Wayback Machine.]
- 2013 — Міжнародна літературна премія Фундації Івана Багряного за книгу «Відлуння козацької генези».